# Émile Banning
Pour les articles homonymes, voir Banning.
Émile Banning, né le 12 octobre 1836 à Liège et mort le 13 juillet 1898 à Bruxelles, est un diplomate, bibliothécaire, archiviste, journaliste et écrivain belge.

## Biographie
Émile Théodore Joseph Hubert Banning, né à Liège le 12 octobre 1836, est le fils de Jean Banning, commis négociant d'origine hollandaise, et d'Anne Weustenraad. Sa mère est la sœur du poète Théodore Weustenraad. Le 17 mars 1872, il épouse à Malines sa cousine Marie Amélie Weustenraad qui lui donne deux enfants.
Il fait ses études secondaires au Collège communal de Saint-Trond. En 1855, il entreprend des études à l'Université de Liège en philosophie et lettres où il obtient un doctorat en 1860. Grâce à une bourse du gouvernement belge, il suit les cours de l'Université de Berlin.
En 1861, il s'installe à Bruxelles et est attaché à la Bibliothèque royale de Belgique.
Il fait ensuite la connaissance de Paul Devaux, homme politique et écrivain, dont il devient le secrétaire. Grâce à Paul Devaux, il devient rédacteur (jusqu'en 1885) à l'Écho du Parlement principalement de critiques historiques et littéraires. C'est aussi par son entremise qu'il fait la connaissance de Charles Rogier, ministre des Affaires étrangères dont il devient le secrétaire particulier. Ce dernier le nomme également archiviste et bibliothécaire du ministère des Affaires étrangères où il crée le service d'archives. Il en deviendra ainsi directeur général. C'est au ministère des Affaires étrangères qu'il est désormais en contact étroit avec le baron Lambermont chargé par le roi Léopold II de Belgique de toutes les négociations internationales importantes.
Parallèlement, il poursuit sa carrière administrative de bibliothécaire. En 1872, il est nommé chef de division chargé par la Bibliothèque royale de Belgique d'organiser le travail d'archivage et les traductions.
Avec Henri Alexis Brialmont et le baron Lambermont, Émile Banning est un des trois mousquetaires de Léopold II dont ils secondent les vues coloniales avec une rare efficacité jusqu’en 1892. En 1876, il est secrétaire de la Conférence géographique de Bruxelles organisée par le roi Léopold II de Belgique et est chargé d'en consigner les résultats. Les résolutions de la conférence servent de programme à l'Association internationale africaine (AIA) créée par le roi Léopold II de Belgique peu après. Émile Banning en rédige les statuts. Adjoint du baron Lambermont, il prend par la suite une part importante à la préparation de la Conférence internationale de Berlin qui se tient de novembre 1884 à février 1885. Avec le baron Lambermont, il est l'un des plénipotentiaires belges qui y signent l'Acte général de Berlin en vertu duquel, le roi Léopold II obtient, au nom de l'Association internationale du Congo (AIC), 2 344 000 km2 de territoire qui constitueront l'État indépendant du Congo.
Pendant toutes ces années, Émile Banning a été l'un des grands propagandistes de la politique du roi Léopold II en Afrique centrale par les multiples articles, recueils, mémoires et ouvrages publiés en Belgique et à l'étranger. L'on peut ainsi dire qu'il a façonné l'opinion ouvrant la voie à la mission civilisatrice voulue par le roi Léopold II. Il a, par ailleurs, conseillé le roi Léopold II à maintes reprises sur la politique à adopter vis-à-vis de l'État indépendant du Congo.
De février 1886 à avril 1887, il prend une large part aux négociations pour la délimitation des frontières entre les colonies françaises et l'État indépendant du Congo. De même, Émile Banning est, avec le baron Lambermont, délégué de la Belgique lors de la Conférence de Bruxelles en novembre 1889 sur l'abolition de la traite des esclaves noirs et sur le régime douanier applicable entre les différentes colonies. Le 8 avril 1892, un accord est finalement conclu entre les puissances européennes permettant sa ratification.
Sa doctrine politique, d'inspiration chrétienne, était fondée sur la moralité internationale et le respect du droit des gens. Elle a marqué de nombreuses personnalités belges telles que Pierre Orts.
À partir de 1889, il est membre correspondant puis membre titulaire en 1892 de la classe des sciences de l'Académie royale de Belgique. À la fin de sa vie, il était partisan de l'annexion du Congo par la Belgique à l'instar de la politique coloniale des autres puissances européennes.
Il a succombé à Bruxelles le 13 juillet 1898 d'une angine pulmonaire. Le 16 juillet 1898, il reçoit à Bruxelles des funérailles officielles avec les honneurs militaires et est inhumé au cimetière d'Ixelles.

## Hommages et distinctions
Il y a un quai Émile Banning à Liège, sa ville natale, une rue Émile Banning à Ixelles et à Anvers. La ville de Bandundu au Congo s'est appelée Banningville jusqu'en 1966.
Il a reçu les distinctions suivantes :
- Commandeur de l'ordre de Léopold (Belgique) ;
- Grand officier de l'ordre de l'Aigle rouge (Prusse) ;
- Officier de la Légion d'honneur (France) ;
- Chevalier de l'ordre des Saints-Maurice-et-Lazare (Italie).

## Principales publications
- L'histoire du Sénat romain sous l'Empire (1859) ;
- L'Afrique et la conférence géographique de Bruxelles, par Émile Banning, membre de la Conférence. Avec une carte. Édition augmentée. Bruxelles, Librairie européenne C. Mucquardt, 1877, 150 p.
- [attribué].- L'Association internationale africaine et le Comité d'Etudes du Haut-Congo : travaux et résultats de décembre 1877 à octobre 1882, par un de leurs coopérateurs. Bruxelles : imp. P. Weissembruch ; Lib. de l'Institut national de géographie, 1882, 32 p., in-8°.
- Mémoire sur les droits et les prétentions du Portugal à la souveraineté de certains territoires de la côte occidentale de l'Afrique. Paris, Georges Chamerot (d) , 1883, 111 p., carte, in-8°.
- Le Partage politique de l'Afrique d'après les transactions internationales les plus récentes (1885-1888). Bruxelles, Lib. européenne C. Mucquart ; T. Falk, 1888, XI-181 p., carte.;
- Avec Alexis Brialmont, La Belgique actuelle au point de vue commercial, colonial et militaire : programme de politique nationale, [par le général A. Brialmont, avec un épilogue par Émile Banning]. Bruxelles : C. Muquardt, 1889, 99 p.
- Mémoires politiques et diplomatiques : comment fut fondé le Congo belge. Préface de M. Wilmotte. Paris ; Bruxelles : La Renaissance du Livre, 1927, XXII-407 p.
- Réflexions morales et politiques. Introduction de Louis de Lichtervelde. Bruxelles : Éditions universitaires, (1946), XXXIV-244 p.
- Textes inédits d'Émile Banning. Publiés par Jean Stengers. Bruxelles : Académie Royale des Sciences coloniales, Classe des Sciences politiques et morales. Mémoires in-8°, NS 2,3, 1955, 107 p., 3 pl. [en ligne]